# Protesto de Atenas de 22 de julho de 1943

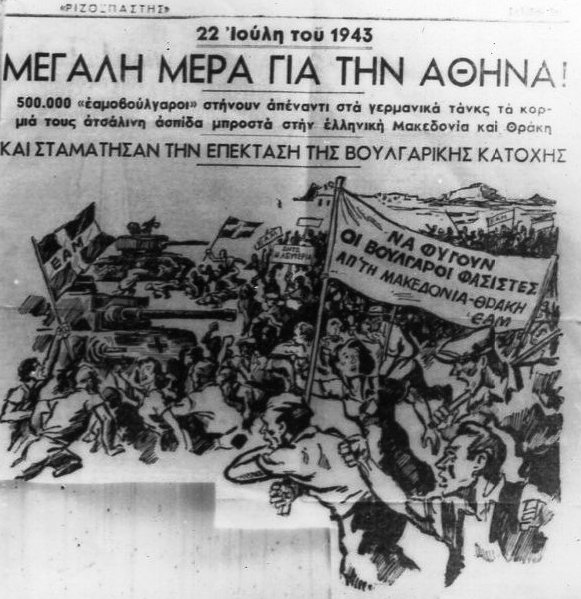
Desenho grego comunista com motivo da manifestação

O protesto de Atenas de 22 de julho de 1943 (em grego: Διαδήλωση της 22ας Ιουλίου 1943) foi um protesto maciço ocorrido em Atenas, Grécia ocupada pelo Eixo em 22 de julho de 1943 contra os planos alemães de expandir a zona de ocupação búlgara na Macedônia grega. 

## Antecedentes
Após a queda da Grécia em abril de 1941, o país ficou sob uma ocupação tripartite, sendo dividido entre Alemanha, Itália e Bulgária. A Bulgária recebeu o controle das ilhas de Thasos e Samotrácia, bem como de uma zona entre os rios Strymon e Nestos que mais tarde se estendia até Alexandroupolis. Os alemães mantiveram dois terços de Evros, a Macedônia central e ocidental, algumas ilhas do Egeu, Ática e a maior parte de Creta. Os territórios gregos restantes estavam em mãos italianas.
A Bulgária anexou oficialmente os territórios ocupados, que há muito eram alvo do irredentismo búlgaro, em 14 de maio de 1941. Uma campanha massiva de búlgarização foi lançada, que viu todos os funcionários gregos (prefeitos, professores, juízes, advogados, gendarmes) deportados. Proibiu-se o uso da língua grega e os nomes de cidades e lugares mudaram para búlgaro. Além disso, o governo búlgaro tentou alterar a composição étnica da região, expropriando terras e casas dos gregos em favor dos colonos búlgaros e introduzindo trabalho forçado e restrições econômicas para os gregos em um esforço para forçá-los a migrar.

## Protesto e consequências
Durante o verão de 1943, a iminente saída italiana da guerra e a consequente retirada das tropas italianas dos Bálcãs forçaria os alemães a engajar mais tropas do Eixo em funções de guarnição substituindo os italianos. Assim, no início de julho de 1943, Adolf Hitler pediu ao governo búlgaro que estendesse sua zona de ocupação para abranger território adicional na Sérvia e na Macedônia.
Ao receber essas notícias, os gregos ficaram furiosos. Uma greve de protesto foi convocada em 13 de julho em Atenas e teve grande sucesso, paralisando a cidade quase completamente por 24 horas. Protestos semelhantes foram organizados em Thessaloniki e em cidades menores no norte da Grécia. Uma segunda greve geral foi organizada pela Frente de Libertação Nacional da Grécia em 22 de julho, que reuniu entre 100 000 e 300 000 (ou mesmo 400 000 de acordo com algumas fontes) pessoas no centro de Atenas. Uma grande multidão tentou marchar da Praça Omonoia em direção à Praça Syntagma ao longo da Rua Panepistimiou , mas se deparou com uma barricada erguida por forças mecanizadas do exército alemão, cavalaria italiana e colaboracionistas gregos. Os manifestantes foram alvejados durante a tentativa de romper a barricada e foram forçados a se retirar, deixando para trás 22 mortos e várias centenas de feridos. Trabalhadores e estudantes universitários participaram em grande número do protesto. Vários deles foram mortos, atropelados por veículos blindados ou alvejados. Entre elas, Panagiota Stathopoulou (em grego: Παναγιώτα Σταθοπούλου) e Koula Lili (em grego: Κούλα Λίλη) são duas das mais lembradas atualmente. Logo após o protesto, os planos de estender a zona de ocupação búlgara foram adiados indefinidamente e nunca se concretizaram.